# Jet Lag (Premiata Forneria Marconi)
Jet Lag è un album in studio del gruppo rock progressivo italiano Premiata Forneria Marconi, pubblicato nel 1977.

## Descrizione
Jet Lag fu il secondo album del gruppo, dopo Chocolate Kings del 1975, con Bernardo Lanzetti alla voce solista e l'unico con il violinista Greg Bloch in sostituzione di Mauro Pagani che aveva lasciato la formazione quello stesso anno. Oltre a tre brani strumentali, il disco ne contiene quattro cantati in inglese – con la collaborazione ai testi di Marva Jan Marrow, allora compagna del bassista del gruppo Patrick Djivas – e uno solo cantato in Italiano, Cerco la lingua.

## Tracce
Lato A
1. Peninsula (strumentale) – 2:35 (musica: Franco Mussida, Flavio Premoli)
2. Jet Lag – 9:09 (testo: Franz Di Cioccio, Marva Jan Marrow – musica: Mussida, Premoli)
3. Storia in "La" (strumentale) – 6:24 (musica: Mussida, Premoli)
4. Breakin' In – 4:06 (testo: Di Cioccio, Marrow – musica: Mussida, Premoli)

Lato B
1. Cerco la lingua – 5:31 (testo: Di Cioccio – musica: Mussida, Premoli)
2. Meridiani (strumentale) – 5:56 (musica: Di Cioccio, Patrick Djivas, Mussida, Premoli)
3. Left-Handed Theory – 4:10 (testo: Di Cioccio, Marrow – musica: Mussida, Premoli)
4. Traveler – 5:40 (testo: Di Cioccio, Marrow – musica: Mussida, Premoli)

## Formazione
- Bernardo Lanzetti – voce, percussioni
- Flavio Premoli – tastiere, organo Hammond, sintetizzatore
- Franco Mussida – chitarra
- Patrick Djivas – basso, sintetizzatore
- Franz Di Cioccio – batteria, percussioni
- Greg Bloch – violino